# Giswil
Giswil är en ort och kommun i kantonen Obwalden, Schweiz. Kommunen har 3 944 invånare (2023).